# Cáceres (despoblado)
Cáceres (o quizás La Cabezuela o Cabezuelas) es un despoblado español situado entre los términos municipales de Trescasas y San Cristóbal de Segovia, en la provincia de Segovia, comunidad autónoma de Castilla y León. No se conserva ningún resto; en la localización hay situado un mojón de referencia colocado por el Instituto Geográfico Nacional.

## Toponimia
El término Cáceres puede derivar de «alcáceres», palabra derivada del árabe qasil —forraje—, por lo que su significado sería «forrajes». Era una palabra muy habitual en el castellano antiguo; así, por ejemplo, en un inventario de bienes del Cabildo de 1290 se cita «una huerta...sembrada (de) alcaçer». Su nombre también puede derivar de las caceras un tipo de acequia, gestionadas por la Noble Junta de Cabezuelas.
Se encontraba en el alto de La Cabezuela (o Cabezuelas) y de aquí procede el nombre de la Noble Junta de Cabezuelas, ya que esta aldea era la sede ancestral de la Junta.

## Ubicación

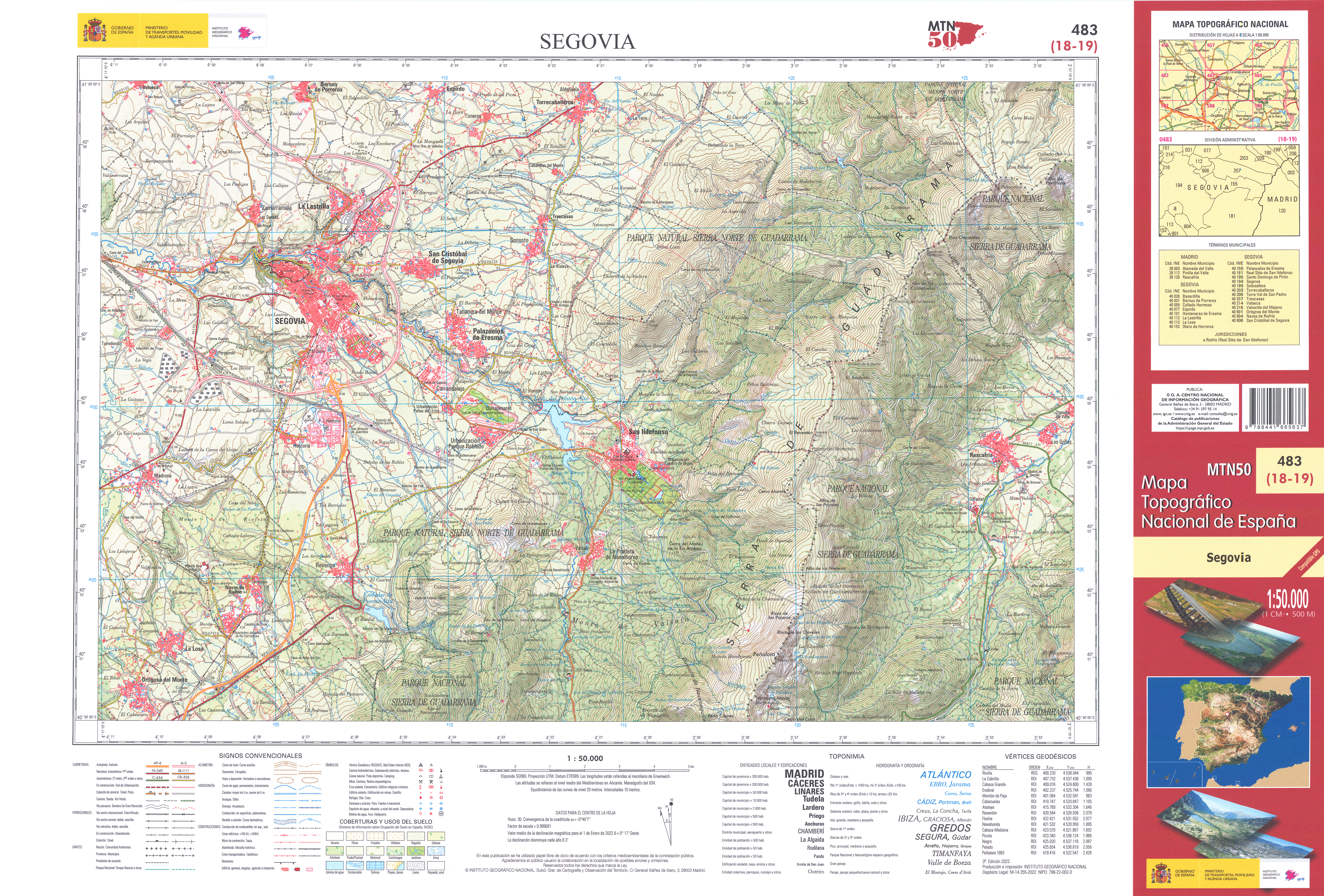
Fragmento de la hoja 483 del Mapa Topográfico Nacional de España (2022), se representa la zona donde se ubicó Cáceres

Se situaba 1,4 km al oeste/suroeste de Sonsoto, en un alto llamado La Cabezuela, a la izquierda del camino que une Sonsoto con San Cristóbal de Segovia (actual SG-V-6123) en un paraje denominado Tierras de Voz y Canción por la alegría que suponían las reuniones aquí de la Noble Junta de Cabezuelas.

## Historia

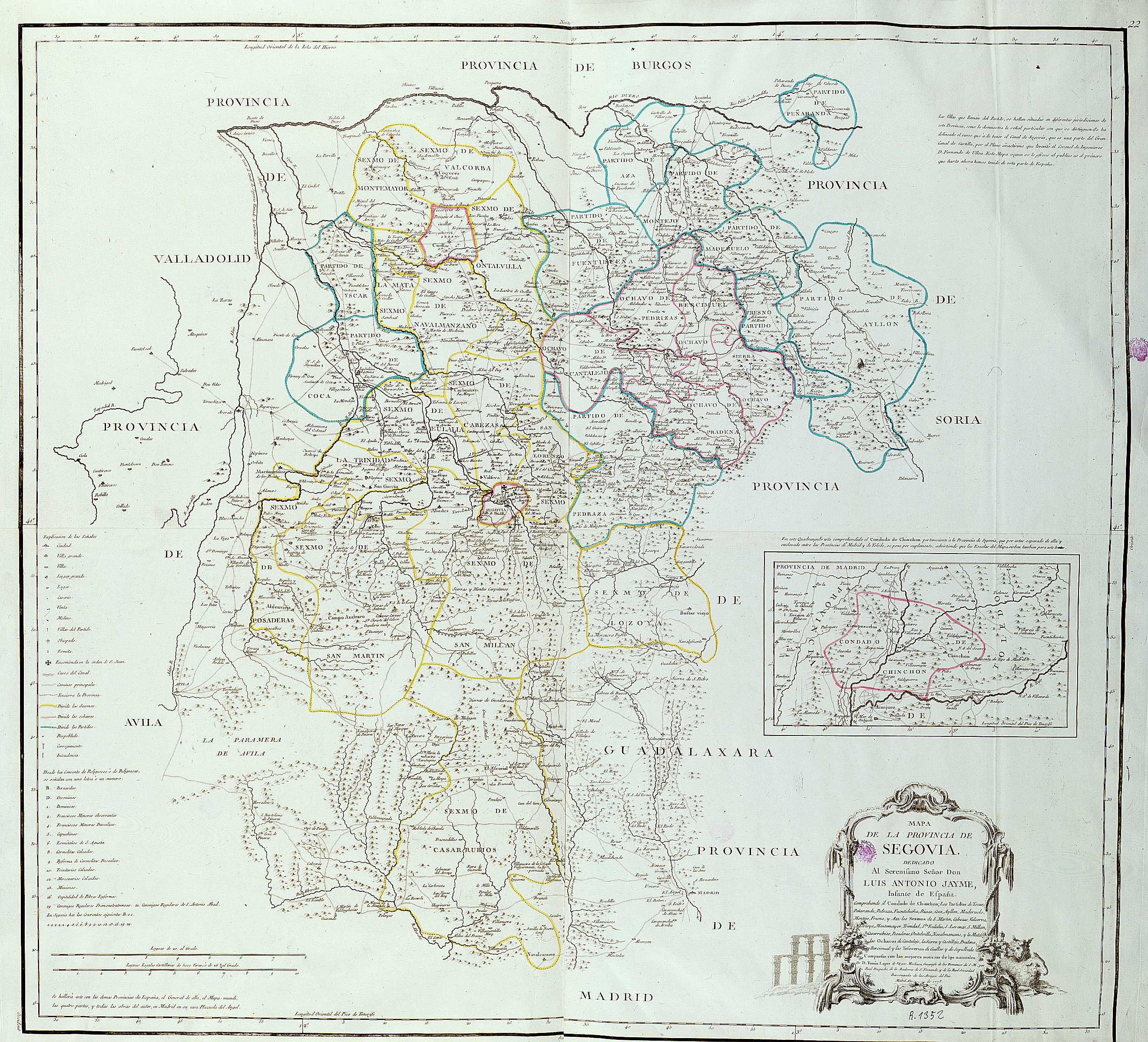
Cáceres en el Sexmo de San Lorenzo en el mapa de la Provincia de Segovia en 1773

Perteneció a la Comunidad de Villa y Tierra de Segovia en el Sexmo de San Lorenzo. El lugar habría estado poblado durante la Edad Media y la Edad Moderna.
El lugar fue sede hasta su desaparición de la Noble Junta de Cabezuelas a la que le da el nombre, organización medieval de reparto de caudales de agua gestionada por los pueblos cercanos en la que tenía participación por este motivo algunos autores sostienen que solo se fundó con este objetivo.
Luis Miguel Yuste Burgos, historiador colaborador del Ayuntamiento de Trescasas, sostiene que este lugar nunca llegó a tener habitantes y era puramente administrativo de esta organización intervecinal, postura que choca frontalmente con la de Rafael Martín Gómez, vecino y exconcejal de Trescasas que afirma que este alto fue un pueblo común fundado en la segunda repoblación de Castilla por parte del rey Alfonso VI de León en el siglo XIII, basando su tesis principalmente en que se recoge como población en 1247 en un documento eclesiástico.

## Fiestas
- Día de la Cacera Mayor, último sábado de mayo;[2]
- El primer domingo de cuaresma (domingo de Susana) para proponer alcaldes y boceros de la Noble Junta de Cabezuelas;[7]
- El 24 de mayo para la ratificación y jura del cargo de estos alcaldes.[7]